# Каролингское возрождение

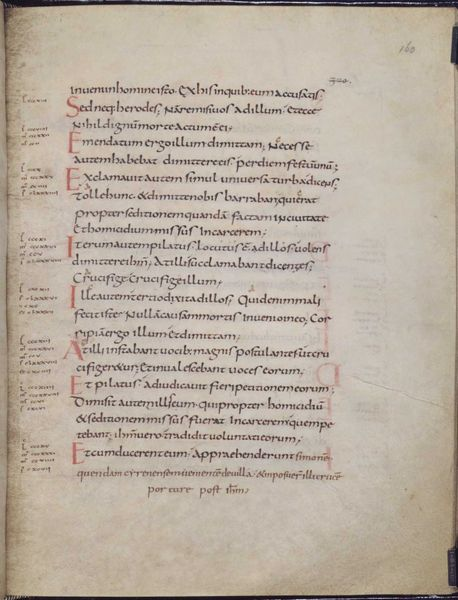
Пример каролингского минускула

Каролингское возрождение (фр. renaissance carolingienne) — период интеллектуального и культурного возрождения в Западной Европе в конце VIII — середине IX века, в эпоху правления королей франков Карла Великого, Людовика Благочестивого и Карла Лысого из династии Каролингов. В это время наблюдался расцвет литературы, искусств, архитектуры, юриспруденции, а также теологических изысканий. Во время Каролингского возрождения мощный импульс получило развитие средневековой латыни, на основе латинского алфавита возник особый шрифт, каролингский минускул. При монастырях открывались школы и библиотеки.

## Исторический контекст
Централизация власти, которую осуществил Карл Великий, а также его личная любовь к учёности сыграли главную роль в Каролингском возрождении. Каролингское возрождение было тесно связано с военно-политическими и административными задачами, которые стояли перед Каролингами, стремившимися к укреплению своей власти на всей территории империи, для чего было необходимо подготовить служебно-административные кадры, образованное духовенство. Эти цели преследовало насаждение новых школ (в Туре, Корби, Фульде, Реймсе, Райхенау и др.). Центром Каролингского возрождения был своеобразный кружок при дворе Карла Великого, так называемая Палатинская академия, которой руководил Алкуин Йоркский. В кружке участвовали Карл Великий, его биограф Эйнгард, теолог и поэт Павлин Аквилейский, поэт Ангильберт и другие.
В период Каролингского возрождения вырос интерес к светским знаниям, «семи свободным искусствам» (их новое средневековое толкование — применительно к условиям феодально-церковной культуры — стремились дать Алкуин, аббат Фульдского монастыря Рабан Мавр и др.). Особое место среди деятелей Каролингского возрождения занимали выходцы из Ирландии — Седулий Скотт, знаток греческого языка, поэт и учёный, и Иоанн Скот Эриугена, создатель пантеистической системы, художник, учёный и поэт Туотило.
Одной из важнейших особенностей каролингского возрождения является объединение особенностей античного и поздневизантийского искусства с традициями аборигенов[каких?]. Начинается постройка зданий различных назначений. Строятся монастырские комплексы, парадные резиденции, а также церкви. Они изнутри украшаются фресками и мозаиками.

## Историография

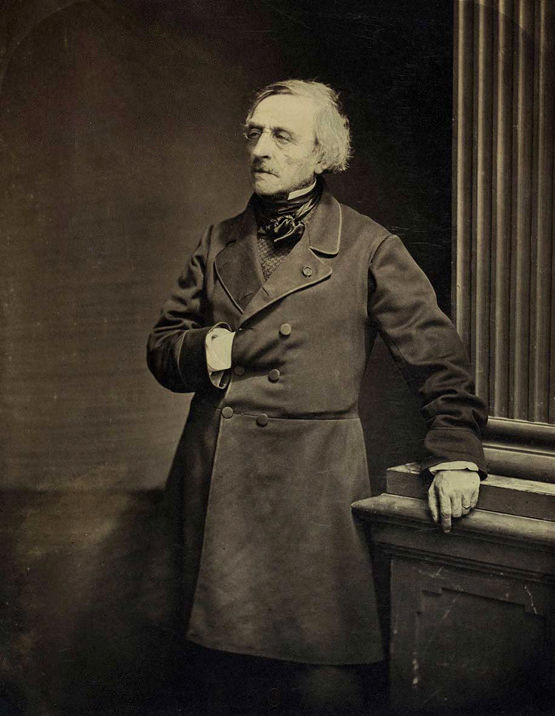
Жан-Жак Ампер, введший в оборот понятие «Каролингское возрождение»

Термин «возрождение» применительно к средневековой истории (в том числе и словосочетание «каролингское возрождение») появился благодаря французскому историку Жан-Жаку Амперу в 1830-х годах. Ампер упомянул его в своих работах наперекор укоренившемуся тогда представлению о Средневековье (особенно до 1000 года) как о ретроградном периоде, как его описывает, например, французский историк Жюль Мишле. Но только в XX веке, в начале 1920-х годов, термин, упомянутый Ампером, получил широкое распространение. Историк и профессор Венского университета Эрна Патцельт в 1924 году назвала одну из своих работ «Die Karolingische Renaissance». В 1920-х годах также в обиход вошли понятия «Оттоновское возрождение» и «возрождение XII века».
Термин «Каролингское возрождение» означает, что культурное обновление Каролингской империи — это феномен, сравнимый с Возрождением XVI века во многих его аспектах (возобновление работы учёных, новое открытие интеллектуального наследия Античности, художественные творения). Однако сравнивать эти два возрождения можно лишь в определённых пределах. Термин «возрождение» (фр. renaissance) не имеет эквивалентов в латыни, поэтому современники использовали слово renovatio.
Концепция «Каролингского возрождения» достигла наибольшего успеха после Второй мировой войны, особенно среди исследователей-англосаксов. Однако находились и критики этого понятия, например, французский историк Жак Ле Гофф. Позднее появились другие интерпретации понятия. Французский историк Пьер Рише упоминает три последовательных «каролингских возрождения»: первое — во время правления Карла, второе — при его наследниках и третье — то возрождение, которое в историографии получило название «Оттоновского».
В отечественной медиевистике А. Я. Гуревич понимает под термином «Каролингское возрождение» попытку возрождения античной словесности (классического латинского языка) и воссоздания Римской империи.

## Архитектура
В архитектуре Каролингского возрождения переплелись стили античной, византийской и средневековой архитектур. Это было связано с походами Карла в Италию, где его архитекторы могли познакомиться с опытом строительства базилик, а также украшениями колонн и капителей. Вместе с тем, появляются и собственно франкские новшества, например, вестверк. Любовь к многоалтарным храмам с башнями впоследствии была унаследована романским стилем. Из светской архитектуры появляются пфальцы — «путевые дворцы» для временного проживания императора. В них чётко прослеживаются древнеримские традиции.
Из исторических источников известно, что в это время велось обширное строительство, однако до наших дней дошли лишь немногие сооружения. Среди памятников каролингской архитектуры наиболее сохранны палатинская капелла в Ахене (788—805), капелла-ротонда Санкт-Михаэль при Фульдском аббатстве (820—822), монастырские ворота в Лорше (около 800). Храмы и дворцы часто украшались внутри мозаиками и фресками.

## Изобразительное искусство

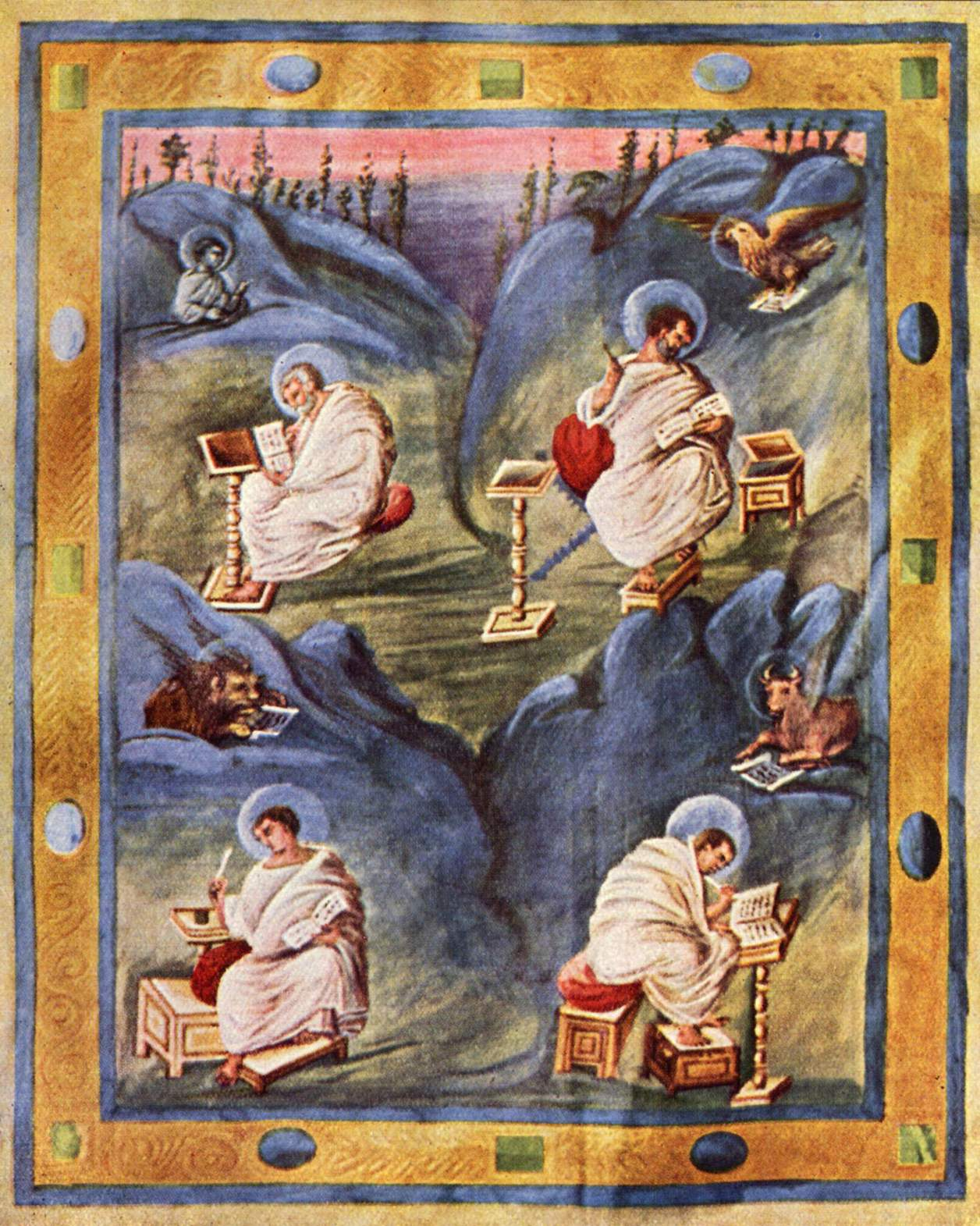
Четыре Евангелиста. Книжная миниатюра

Каролингское искусство развивалось на отрезке приблизительно в 100 лет, между 800 и 900 годами. За этот короткий период Северная Европа познакомилась с римским искусством, что подготовило почву для появления готического искусства и искусства Возрождения. В этот период развились книжная миниатюра, скульптура, мозаика и фреска.
До и после Каролингского возрождения в скрипториях копировали в основном Библию и сочинения отцов церкви. В IX веке наблюдается всплеск интереса к литературе языческой античности. Рукописей с античными произведениями, датированных IX веком, больше, чем рукописей любого другого столетия, за исключением XV.
В эпоху Каролингов необычайного расцвета достигло искусство книжной миниатюры. В конце VIII века под покровительством Карла Великого в Ахене была организована книгописная мастерская, позже подобные мастерские возникли в других городах его империи — Реймсе, Туре. Из всех работ, выполненными этими мастерскими, наиболее известны «Евангелие Годескалька» (около 781—783) и «Утрехтская псалтырь» (IX век). Эти книги оформлены необычайно красочными миниатюрами, которые поражают яркостью и живостью образов.
Из пластики этого периода наиболее известна статуэтка «Карл Великий» (хранится в Лувре, возможно, изображён Карл Лысый). Наряду с раннехристианской традицией, восходящей к античности, элементами пространства и объёма в монументальной живописи IX века наблюдаются черты порывистости, экспрессии. Ещё сильнее они проявились в книжной миниатюре (изображения евангелистов, библейских сцен, монархов каролингской династии).
В некоторых миниатюрах («Евангелие Годескалька», около 781—783, Национальная библиотека, Париж; «Евангелие Ады», начало IX века, Городская библиотека, Трир) античная стилистика сочетается со средневековой символикой и орнаментикой, другие («Евангелие Эббона», около 816—835, Городская библиотека, Эперне; «Утрехтская псалтырь», IX век, библиотека университета в Утрехте) поражают страстной взволнованностью, непосредственностью наблюдений, свободой и динамикой композиции и рисунка. Различается ряд местных школ миниатюры (дворцовая в Ахене, реймсская, турская и др.).

## Иллюминированные рукописи
Книжная культура эпохи Каролингов сосредотачивалась вокруг придворного кружка в Ахене, представлена она была «Школой Карла Великого» и «Группой Ады» (сестры императора). Миниатюристы дворцовой школы испытывали как влияние гиберно-саксонской традиции, так и византийское и итальянское влияния. После смерти Карла Великого традиции оформления рукописей были сохранены в скрипториях Реймса, Тура и Меца. С IX века каролингская традиция начинает подвергаться ещё большему островному влиянию (так называемому франко-саксонскому), что привело к новой эре в оформлении книг — оттоновскому периоду (с X века).
Золотой кодекс из Лорша или Лоршские евангелия (Biblioteca Apostolica Vaticana, Pal. lat. 50, и Alba Iulia, Biblioteca Documenta Batthyaneum, s.n.) — иллюминированный евангелистарий, созданный между 778—820 годами, что примерно соответствует периоду правления Карла Великого в Франкской империи.
Кодекс впервые упоминается под названием лат. Evangelium scriptum cum auro pictum habens tabulas eburneas в каталоге библиотеки Лоршского монастыря, составленном в 830 году при аббате Аделунге. Предполагается, что здесь же он и был создан. Из-за написанных золотом букв манускрипта и его местоположения он был назван Codex Aureus Laurensius. В X—XII веках библиотека Лорша была одной из крупнейших в мире.
Евангелие Годескалька — иллюминированная рукопись, созданная между 781 и 783 годами в королевском дворце в Ахене, самое раннее произведение так называемой «придворной школы Карла Великого».
Книга названа в честь Годескалька, монаха, переписавшего Евангелие. Заказчиками манускрипта были Карл Великий и его жена Хильдегарда. В настоящее время рукопись хранится в Национальной библиотеке в Париже, инвентарный номер Ms. nouv. acq. lat. 1203.
Евангелие содержит шесть полностраничных миниатюр (изображения четырёх евангелистов, «Христос на троне», «Фонтан жизни»), орнаментами украшены инициалы и поля рукописи. Текст выполнен золотыми и серебряными чернилами на окрашенном пурпуром пергамене.
Евангелие Эббона было создано по указанию архиепископа Реймсского Эббона (778—851) и является ярким художественно-историческим памятником эпохи Каролингского Возрождения. Начинается текст этого произведения с посвящения заказчику, архиепископу Эббону. Написано на латинском языке.
«Евангелие Эббона» создано около 825 года в Реймсе, либо в книжной мастерской бенедиктинского аббатства Сен-Пьер в Отвильере (близ Эперне), где примерно в это же время была написана и проиллюстрирована Утрехтская псалтырь. Изображения евангелистов в Евангелии Эббона весьма сходны с иллюстрациями, сделанными в Псалтыри, что позволяет сделать вывод о том, что над обеими рукописями работал один живописец. Обе книги представляют период расцвета т. н. каролингской Реймсской художественной школы.
Ещё до 835 года архиепископ Эббон подарил Евангелие Отвильерскому аббатству. В настоящее время рукопись хранится в городской библиотеке Эперне (Signatur Ms. 1).

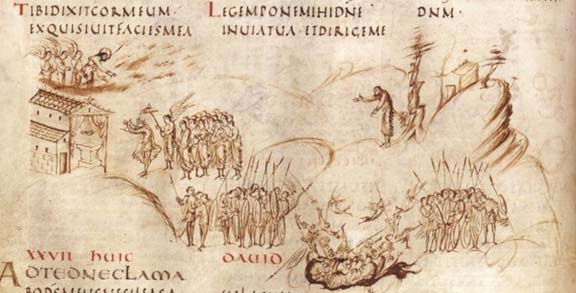
Утрехтская псалтырь, лист 15 v

Утрехтская псалтырь (нид. Utrechts Psalter) — памятник средневекового книжного искусства, хранящийся в университетской библиотеке Утрехта (Нидерланды). Утрехтская псалтырь является выдающимся памятником книжного иллюстрирования эпохи Каролингского Возрождения. Она была создана около 820—835 годов в бенедиктинском монастыре Отвильер в Шампани и украшена сделанными тушью 166-ю иллюстрациями. Текст написан на латинском языке. Примерно в это же время в Отвильерском аббатстве этими же каллиграфами и художниками было изготовлено и известное Евангелие Эббона. С 1732 года Утрехтская псалтырь хранится в библиотеке университета города Утрехт.
Утрехтская псалтырь является также важным историческим памятником, характеризующим образ жизни и мышления людей каролингской эпохи — в первую очередь благодаря интерпретациям-комментариям, данным изложенным в этой рукописи псалмам.

## Музыка
Карл и его приближённые покровительствовали развитию музыки, пришедшей к тому времени в упадок. Ещё Пипин Короткий пожертвовал галликанским пением в угоду стандартизации. При Карле были заимствованы элементы итальянских обрядов (амвросианского и староримского), что впоследствии послужило основой для повсеместного распространения григорианского пения. Кроме того, появилась единая система записи музыки, обучение музыке вошло в квадривиум. Авторы литургической музыки, относящейся к Каролингскому возрождению, за редчайшими исключениями анонимны.

## Юриспруденция
В 802 году Карл приказал записать обычное право всех народов, находящихся под его властью. Сам он издал 65 капитуляриев по разным областям жизни, ставших одной из основ средневекового права. Для большей централизации государства Карл провёл административную и финансовую реформы.